# Luma Cassai
Cachimo – miasto w Angoli, w prowincji Lunda Południowa.